# 다솜초등학교
다솜초등학교는 대한민국 경기도 고양시 일산동구에 있는 공립 초등학교이다.

## 학교 연혁
- 2005. 12. 26 다솜초등학교 인가
- 2006. 09. 01 다솜초등학교로 개교(6학급 편성)
- 2006. 09. 01 초대 이철구 교장 부임
- 2007. 03. 01 23학급 편성(특수 1, 유치원 2)
- 2011. 03. 01 제3대 서형군 교장 취임
- 2014. 02. 14 제8회 졸업식(161명, 누계 1,072명)
- 2014. 03. 01 26학급 편성(특수 1, 유치원 2)

## 참고 자료
- 다솜초등학교 - 한국교육학술정보원 학교알리미